# Vladimir Barnašov
Vladimir Michajlovič Barnašov (in russo Владимир Михайлович Барнашов?; Rjazany, 26 febbraio 1951) è un ex biatleta e sciatore di pattuglia militare sovietico, vincitore di varie medaglie olimpiche e iridate.
Dopo il ritiro, è diventato allenatore di biathlon.

## Biografia

### Carriera da atleta
In carriera prese parte a un'edizione dei Giochi olimpici invernali, Lake Placid 1980 (7° nella 20 km, 1° nella staffetta), e a quattro dei Campionati mondiali, vincendo tre medaglie.

### Carriera da allenatore
Dopo il ritiro divenne allenatore della nazionale sovietica di biathlon (1984-1992). Dal 1992 al 1998 fu capo allenatore della nazionale croata e in seguitò allenò la nazionale russa.

## Palmarès

### Olimpiadi
- 1 medaglia:
  - 1 oro (staffetta a Lake Placid 1980)

### Mondiali
- 3 medaglie:
  - 3 bronzi (staffetta a Ruhpolding 1979; staffetta a Lahti 1981; staffetta a Minsk 1982)

### Coppa del Mondo
- Miglior piazzamento in classifica generale: 3º nel 1979

### Campionati sovietici
- 4 ori (staffetta nel 1980; pattuglia militare 25 km nel 1981; 10 km, staffetta nel 1982)[1]